# Bajki Bolka i Lolka
Bajki Bolka i Lolka – polski serial animowany kręcony w latach 1970–1971 w bielsko-bialskim studiu filmowym. Jest czwartym cyklem przygód Bolka i Lolka. Scenariusz do serialu napisali Władysław Nehrebecki i Lesław Królicz. Reżyserami różnych odcinków są: S. Dülz, Z. Kudła, A. Ledwig, L. Marszałek, W. Nehrebecki, W. Wajser, E. Wątor oraz B. Zeman.
W roku 1986 serial ten został częściowo zmontowany w film o tym samym tytule przez jednego z reżyserów – Bronisława Zemana.
W 2021 roku serial został poddany cyfrowej rekonstrukcji i jest dostępny na platformie 35mm.online.

## Fabuła
Bohaterowie przeżywają liczne przygody związane z wątkami i postaciami pochodzącymi ze znanych baśni.

## Odcinki
1. Złota rybka, reż. Wacław Wajser[1]
2. Czerwony Kapturek, reż. Stanisław Dülz
3. Czarodziejskie lustro, reż. Alfred Ledwig[2]
4. Tomcio Paluch, reż. Wacław Wajser
5. Pantofelek Kopciuszka, reż. Bronisław Zeman
6. Latający kufer, reż. Alfred Ledwig
7. Brzydkie kaczątko, reż. Lechosław Marszałek
8. Lampa Aladyna, reż. Wacław Wajser
9. Uwięziona królewna, reż. Władysław Nehrebecki[3]
10. Smok, reż. Edward Wątor
11. Baba Jaga, reż. Edward Wątor
12. Królowa Śniegu, reż. Zdzisław Kudła
13. Zaklęty zamek, reż. Wacław Wajser[4]

## Nagrody i wyróżnienia
- 1973 – wyróżnienie dla Stanisława Dülza na Międzynarodowym Festiwalu Filmów dla Dzieci w Kalkucie za odcinek Czerwony Kapturek
- 1973 – Brązowe Koziołki na Festiwalu Filmów dla Dzieci w Poznaniu dla Lechosława Marszałka za odcinek Brzydkie kaczątko